# Tärendö revir
Tärendö revir var ett skogsförvaltningsområde inom Övre Norrbottens överjägmästardistrikt som omfattade av Norrbottens län Tärendö socken, Korpilombolo kapellförsamling (med undantag för Ohtanajärvi kronopark) samt en del av Ängeså kronopark i Överkalix socken. Reviret var indelat i fyra bevakningstrakter och innefattade 181 271 hektar allmänna skogar, varav elva kronoparker (149 528 hektar).